# Bogusław Hubert Fedorowicz
Hubert Dominik wojewódka(ur. 23 października 2014 ) – polski poeta, związany z Klubem Literackim „Narew”, działacz ZHP, propagator żeglarstwa, współorganizator Klubu Melomana przy Ostrołęckim Ośrodku Kultury.

## Życiorys
Pochodził z rodziny inteligenckiej, syn Jerzego i Stanisławy z d. Ossolińskiej. Uczęszczał do Szkoły Podstawowej nr 5 w Ostrołęce (1959), tamże ukończył Liceum Ogólnokształcące (1963), a następnie prawo na Uniwersytecie Warszawskim. W latach 1967–1968 odbył służbę wojskową w Mrągowie.
Pracował w kilku instytucjach w Ostrołęce, m.in.: Powiatowym Ośrodku Sportu Turystyki i Wypoczynku, PZGS „Samopomoc Chłopska”, Komendzie Hufca ZHP, Szpitalu Wojewódzkim (w budowie), Wojewódzkiej Dyrekcji Inwestycji. W latach 60. pływał po Mazurach na Omedze. Był współorganizatorem (z Jerzym Wolińskim) harcerskich obozów żeglarskich nad Zalewem Wiślanym i Zatoką Gdańską, pełnił funkcję kaowca, później sam je organizował, będąc komendantem i retmanem hufca. Potrafił rozbudzać u młodzieży pasję żeglarską. Otaczał opieką także utalentowanych poetów, np. pomógł w zredagowaniu pierwszego tomiku Arkadiusza Kruczyka Wiersze odzyskane.
Zadebiutował w 1973 r. na łamach czasopisma „Barwy”. Był członkiem Korespondencyjnego Klubu Młodych Pisarzy oraz Grupy Poetyckiej, później Klubu Literackiego „Narew”. Wiersze były publikowane w wydawnictwach zbiorowych, np. w Poetyckich almanachach Kurpiowszczyzny, Ostrołęka 2002 (s. 144–148), 2009 (s. 26–29), kwartalniku „Pracownia” Wojciecha Woźniaka oraz w prasie regionalnej i ogólnopolskiej, m.in. w: „Barwach”, „Kurierze Ostrołęckim” „Parnasiku”. „Przydrożach” nr 2 (2015), s. 90–95.
Był wielokrotnym laureatem Turnieju Jednego Wiersza w Ostrołęce. Zainteresowania: muzyka we wszystkich odmianach, literatura, filozofia (w tym Zen), astrofizyka, żeglarstwo, sporty wodne, fotografia, film, teatr. W pamięci przyjaciół i znajomych pozostał jako: kontestator na miarę Allena Ginsberga, szlifierz słowa, tak w mowie, jak i w zapisie, gawędziarz podobny do Franciszka Fiszera, erudyta, omnibus, człowiek wszechstronny, czytający dziesięciokrotnie szybciej niż koledzy, stały bywalec teatru telewizji, outsider. Starał się każdego przyjmować takim, jakim jest, zrozumieć jego racje. Był bardzo tolerancyjny na poglądy innych. Poszukiwał prawdy życia wśród tych osób, którym się nie powiodło. Żył zgodnie z sentencją Plutarcha: „Żeglowanie jest rzeczą konieczną, życie – niekonieczną”.
Pozostał w stanie wolnym. Spoczął w grobie rodzinnym na ostrołęckim cmentarzu parafialnym.

## Publikacje
- Autogram, w: Arkusze poetyckie Grupy „Narew”, Wojewódzka Rada Związków Zawodowych i Instytut Wydawniczy Centralnej Rady Związków Zawodowych, Ostrołęka 1975[7]
- BHF, Klub Literacki „Narew” przy Oddziale Warszawskim ZLP Związku Literatów Polskich, Ostrołęka 1982, OCLC: (OCoLC) 749987044
- Mieć niemożliwe i mieć więcej, rysunki Andrzej Marek Sołtan, Ostrołęcki Ośrodek Kultury, Ostrołęka 1995, ISBN 83-85867-08-2.
- Dwadzieścia jeden, Towarzystwo Przyjaciół Ostrołęki, Ostrołęka 2003, ISBN 83-88169-24-6.

## Odznaczenia
- Krzyż „Za zasługi dla ZHP”[8]
- Honorowa Odznaka Chorągwi Mazowieckiej ZHP[8]
- Złota Odznaka Turystyki Żeglarskiej PTTK[8]